# Aleksandr Rojdestvenski
Aleksandr Rojdestvenski (născut Kogan; în rusă Александр Константинович Рождественский; n. 1877, Cahul, gubernia Basarabia, Imperiul Rus – , Moscova, Rusia) a fost un evreu basarabean, inginer și profesor țarist rus și sovietic, om de știință în domeniul transportului pe apă. Este autor a 12 monografii despre problemele transportului pe apă.

## Biografie
S-a născut în târgul Cahul din ținutul Ismail, gubernia Basarabia (Imperiul Rus) în familia unui slujbaș. În 1896 a absolvit școala reală din Tiflis, apoi Institutul de ingineri feroviari din Petersburg. Din 1901 a lucrat la Ministerul Căilor Ferate Imperiale asupra proiectului de îmbunătățire căii navigabile din Tihvin, ulterior, a fost angajat în auditul lucrărilor de dragare de-a lungul coastei Azov-Marea Neagră. Din 1905 a studiat activitatea porturilor în mai multe țări din Europa, Orientul Mijlociu și America de Nord. A devenit membru al Comisiei pentru amenajarea porturilor comerciale din Rusia, formată din oamenii de știință ai Institutului inginerilor feroviari. În calitate de reprezentant al Ministerului Comerțului și Industriei, a participat la supravegherea construcției de poduri, inclusiv a Podului din Riga (1910-1914). În 1917 a devenit consilier de curte.
În mai 1918 a devenit șef al departamentului de construcții al Ministerului Căilor Ferate, din noiembrie același an, șef al departamentului de construcții portuare. În anii 1918-1929 a fost director al Comisiei pentru amenajarea porturilor comerciale din cadrul Ministerul Căilor Ferate sovietic. În 1921-1928, sub conducerea sa, au fost elaborate proiecte pentru extinderea tuturor porturilor din URSS și au fost dezvoltate proiecte pentru altele noi. În această perioadă a predat și la Institutul inginerilor civili și la Institutul inginerilor feroviari.
A fost arestat la 10 mai 1930 (din decembrie a fost deținut în închisoarea Butîrka) și condamnat la 10 ani de muncă forțată în lagăre și trimis la construcția Canalului Marea Albă–Marea Baltică, unde a devenit unul dintre principalii proiectanți. După finalizarea construcției, a fost transferat la construcția canalului Moscova–Volga, apoi la construcția drumului circular Baikal-Amur în jurul lacului Baikal. După finalizarea construcției, a fost eliberat înainte de termen, la 25 august 1935, fiind numit șef al departamentului de inginerie hidraulică, iar în 1939, șef-adjunct al departamentului de inginerie hidraulică al NKVD din Moscova. Soarta după anul 1940 este necunoscută.